# Horst Stenger
Horst Stenger (* 1935; † 29. Mai 2017) war ein deutscher Mathematiker und Hochschullehrer.

## Leben
Nach Promotion und Habilitation im Fach Mathematik an der Ludwig-Maximilians-Universität München wechselte er an die Georg-August-Universität Göttingen. Im Jahr 1971 nahm er den Ruf auf einen Lehrstuhl für Statistik an der Universität Mannheim an, wo er bis zu seinem Ruhestand im Jahr 2003 lehrte. Sein Forschungsschwerpunkt war die Stichprobentheorie.

## Schriften (Auswahl)
- Horst Stenger: Stichprobentheorie. Physica-Verlag, Würzburg / Wien 1971, ISBN 978-3-7908-0011-1.
- Horst Stenger: Mehrstufige Auswahlverfahren. In: Metrika. Band 21, 1974, S. 7–18, doi:10.1007/BF01893889.
- Horst Stenger: Stichproben: Verfahren und Grundlagen. Physica-Verlag, Heidelberg / Wien 1986, ISBN 978-3-7908-0319-8, doi:10.1007/978-3-642-61651-8 (E-Book-ISBN 978-3-642-61651-8).
- Oskar Anderson, Werner Popp, Manfred Schaffranek, Horst Stenger, Klaus Szameitat: Grundlagen der Statistik – Amtliche Statistik und beschreibende Methoden (= Heidelberger Taschenbücher. Band 195). 2. Auflage. Springer, Berlin / Heidelberg 1988, ISBN 978-3-540-18689-2, doi:10.1007/978-3-642-86898-6 (E-Book-ISBN 978-3-642-86898-6).
- Oskar Anderson, Werner Popp, Manfred Schaffranek, Dieter Steinmetz, Horst Stenger: Schätzen und Testen – Eine Einführung in Wahrscheinlichkeitsrechnung und schließende Statistik. 2. Auflage. Springer, Berlin / Heidelberg 1988, ISBN 978-3-540-62875-0, doi:10.1007/978-3-642-59162-4 (E-Book-ISBN 978-3-642-59162-4).
- Horst Stenger, Siegfried Gabler: Combining random sampling and census strategies – Justification of inclusion probabilities equal to 1. In: Metrika. Band 61, 2005, S. 137–156, doi:10.1007/s001840400328.
- Arijit Chaudhuri, Horst Stenger: Survey Sampling – Theory and Methods. 2. Auflage. CRC Press, New York 2005, ISBN 978-1-4665-7260-7.